# Ale Arafenide
Ale Arafenide (in greco antico: Ἁλαί Ἀραφηνίδες?, Halái Araphenídes) era il nome di un demo dell'Attica, situato sulla sua costa orientale tra Braurone ed Arafene.

## Etimologia
Il demo trae la prima parte della sua denominazione dalle saline collocate lungo la costa, mentre la seconda parte è stata introdotta per distinguerlo dal demo di Ale Essonide.

## Storia
Ale è menzionato da Euripide come vicino alla catena di Caristia. In questo luogo era conservata una statua di Artemide Tauria portata dalla Tauride da Ifigenia ed Oreste.
Nel demo si tenevano riti espiatori che consistevano nel prelevare delle gocce di sangue dalla gola di un uomo tramite un coltello; inoltre si svolgevano festini di mezzanotte e danze pirriche.
Il suo porto era utilizzato anche dai cittadini di Braurone e dalle cave di marmo di Caristo, vicino all'isola di Eubea, essendo il porto dell'Attica più vicino.